# Billboard Music Award for Top Streaming Artist
Der Billboard Music Award for Top Streaming Artist wurde erstmals bei den Billboard Music Awards 2011 vergeben. Erster Gewinner war Justin Bieber. Am häufigsten gewann Drake mit drei Siegen. Er ist bisher auch der einzige Künstler, der den Award mehrfach gewann. Am häufigsten nominiert ist ebenfalls Drake mit sechs Nominierungen.

## Gewinner und Nominierte
| Jahr | Künstler       | Nominierungen                                                  | Ref.  |
| ---- | -------------- | -------------------------------------------------------------- | ----- |
| 2011 | Justin Bieber  | - Eminem - Lady Gaga - Rihanna - Shakira                       | [ 1 ] |
| 2012 | Rihanna        | - LMFAO - Lil Wayne - Bruno Mars - Nicki Minaj                 | [ 2 ] |
| 2013 | Nicki Minaj    | - Baauer - Drake - Psy - Rihanna                               | [ 3 ] |
| 2014 | Miley Cyrus    | - Imagine Dragons - Macklemore & Ryan Lewis - Katy Perry - Psy | [ 4 ] |
| 2015 | Iggy Azalea    | - Ariana Grande - Nicki Minaj - Taylor Swift - Meghan Trainor  | [ 5 ] |
| 2016 | The Weeknd     | - Justin Bieber - Drake - Fetty Wap - Silentó                  | [ 6 ] |
| 2017 | Drake          | - The Chainsmokers - Desiigner - Rihanna - Twenty One Pilots   |       |
| 2018 | Kendrick Lamar | - Cardi B - Drake - Ed Sheeran - Post Malone                   |       |
| 2019 | Drake          | - Cardi B - Ariana Grande - Post Malone - XXXTentacion         | [ 7 ] |
| 2020 | Post Malone    | - DaBaby - Billie Eilish - Lil Nas X - Travis Scott            |       |
| 2021 | Drake          | - DaBaby - Lil Baby - Pop Smoke - The Weeknd                   |       |
| 2022 | Olivia Rodrigo | - Doja Cat - Drake - Lil Nas X - The Weeknd                    |       |

## Mehrfachgewinner und -nominierte

### Gewinner
3 Siege
- Drake

### Nominierungen
7 Nominierungen
- Drake

3 Nominierungen
- Nicki Minaj
- Rihanna
- Post Malone
- The Weeknd

2 Nominierungen
- Justin Bieber
- Psy
- Ariana Grande
- Cardi B
- DaBaby